# Middletown (Virginia)
Middletown è un comune degli Stati Uniti d'America, situato nello Stato della Virginia, nella Contea di Frederick.